# 佤邦司法委员会
佤邦司法工作委员会，简称司法委，是佤邦联合党对佤邦各级司法机构实施领导的党内机构，领导人民法院、检察院、警察部门等佤邦司法机关的工作。是对中共中央政法委员会的效仿。

## 判决案例

### 2020年
2020年5月15日，佤邦南邓特区司法委举行公判大会，判处5月3日一起金店抢劫杀人案的三名中国籍罪犯死刑，判决后押赴刑场枪决。

### 2021年
2021年3月，佤邦司法委举行公判大会，判处中国四川籍毒贩王金勇死刑，立即枪决。
3月6日，司法委法院就一起特大盗窃资金案进行审理。经查，军人岩翁利用职务之便，于2016至2019年间，盗取本单位资金748万元人民币，用于个人挥霍和投资。法院判处被告人岩翁无期徒刑。
4月8日，佤邦司法委在飞机场举行公判大会，对一起连环抢劫绑架案的七名罪犯进行判决，判决三名中国贵州籍男子刘森祥、张建波、周旋死刑，押赴刑场立即执行，判处另外四名中国贵州籍男子刘祥、王龙、王勇、黄洁有期徒刑六年。
4月11日，勐波县司法委举行公判大会，判处强奸幼女案罪犯赵岩兵（时年18岁）死刑。

## 对外关系
2016年5月9日，在首府邦康与来访的云南省普洱市交流团召开司法合作交流座谈会。
2017年9月26日上午，佤邦司法委代表团于中国云南省普洱市公安局代表团在普洱市澜沧县举行了第十二次边境执法合作会谈。